# Goldenfels (Schiff, 1895)
Die erste Frachtschiff mit dem Namen Goldenfels erhielt die Deutsche Dampfschifffahrts-Gesellschaft „Hansa“ 1895 von Wigham, Richardson & Co., dem Hauptlieferanten der Reederei bis 1914. Die erste Goldenfels wurde 1911 durch einen Neubau ersetzt und gelangte schließlich zur Deutschen Levante-Linie.
Das in Kawak umbenannte Schiff wurde zu Beginn des Ersten Weltkrieges im Mittelmeer von der britischen Royal Navy aufgebracht. 1917 wurde die als Polar Prince im Dienst der Alliierten stehende ehemalige Goldenfels von einem deutschen U-Boot versenkt.

## Bau und technische Daten
Die erste Goldenfels mit der Baunummer 311 war der erste von der Deutschen Dampfschifffahrts-Gesellschaft „Hansa“ bei der Werft von Wigham, Richardson & Co. in Low Walker, Newcastle upon Tyne, bestellte Neubau, nach dem Ankauf der bereits im Bau befindlichen Ehrenfels 1882. Bis 1911 lieferte die Werft noch 26 weitere Schiffe, zuletzt die zweite Goldenfels von 7249 BRT.
Die erste Goldenfels lief am 7. August 1895 vom Stapel. Das Schiff hatte eine Länge von 106,98 m (Lüa) bzw. 103,53 m (LzdL), war 13,41 m breit, und hatte eine Seitenhöhe von 8,94 m und einen Tiefgang von 5,79 m. Das Schiff war mit 3.535 BRT und 2.269 NRT vermessen und hatte eine Tragfähigkeit von 5.500 tdw. Die Maschinenanlage bestand aus einer 4-Zylinder-Vierfach-Expansions-Dampfmaschine von Wigham Richardson & Co. mit 1400 PSi bei 62/min und einer Schraube und ermöglichte eine Dienstgeschwindigkeit von 10 Knoten. Als Ladegeschirr waren drei 5-t-Ladebäume und fünf 3-t-Ladebäume vorhanden. Die Besatzung bestand aus 41 Mann.
Die Goldenfels hatte zwei ebenfalls für die DDG „Hansa“ gebaute Schwesterschiffe, die bei Sir Raylton Dixon & Co. in Middlesbrough entstanden waren und als Steinberger und als Ockenfels. im ersten Halbjahr 1895 abgeliefert wurden.

## Laufbahn
Die Goldenfels wurde am 6. September 1895 an die DDG „Hansa“ in Bremen abgeliefert und fuhr bis 1911 für diese Reederei nach Asien. Ihr Schwesterschiff Ockenfels war am 3. Juli 1909 auf der Ausreise nach einer Kollision mit einem britischen Dampfer vor Gibraltar gesunken. Das andere Schwesterschiff Steinberger war im Frühjahr 1910 aus dem Dienst der DDG Hansa ausgeschieden und war im Levantedienst im Einsatz.
Am 31. Juli 1911 wurde die Goldenfels an die Spielmann & Co. K.G. in Hamburg verkauft und umbenannt in Ingeborg. Bereits am 23. Oktober 1911 erfolgte der Weiterverkauf an die Hapag, die das Schiff in Persia umbenannte. Weniger als ein Jahr später, am 1. Juli 1912, wurde das Schiff wieder an die Spielmann & Co. KG zurück verkauft, die es in Oberon umbenannte und dann am 21. Oktober 1912 an die seit 1905 von der Deutschen Levante-Linie betriebene Bremer Dampferlinie „Atlas“ verkaufte. Das Schiff wurde erneut umbenannt, diesmal in Kawak, und ging am 3. Januar 1913 vollständig in den Besitz der Deutschen Levante-Linie über.
Am 8. August 1914 wurde die Kawak im Mittelmeer von dem britischen Leichten Kreuzer Chatham aufgebracht und nach Bizerta eskortiert und dann nach Malta gebracht. Dort kam sie am 21. September an, wurde zur Prise erklärt und der britischen Admiralität überschrieben. Das Schiff wurde 1915 von der Reederei J. Knott & Sons, einer Tochtergesellschaft der Prince Steam Shipping Company in Newcastle gekauft und umbenannt in Polar Prince. 1917 wurde das Schiff an die Admiralität zurück transferiert, die es danach von der Reederei Farrar, Groves & Co. (Fargrove Steam Nav. Co., Ltd.) in London bereedern ließ.

## Versenkung
Am 18. September 1917 wurde die Polar Prince, auf der Fahrt von Milford Haven nach Malta mit einer Ladung Kohlen, etwa acht Seemeilen westlich des Kaps Spartel vor der Straße von Gibraltar von dem deutschen U-Boot UB 50 unter Kapitänleutnant Franz Becker torpediert und versenkt.

## Weitere Schiffe der DDG „Hansa“ mit dem NamenGoldenfels
- Die zweite Goldenfels wurde schon am 23. November 1911 von Swan Hunter an die Reederei geliefert. Sie war das letzte Schiff, das der bisherige Hauptlieferant an die Reederei lieferte.
- Die dritte Goldenfels wurde am 27. Januar 1938 vom Bremer Vulkan ausgeliefert. Als deutscher Hilfskreuzer Atlantis wurde sie eines der bekanntesten Schiffe des Zweiten Weltkriegs.
- Die vierte Goldenfels wurde am 21. Juli 1954 als Schwergutfrachter von der AG Weser geliefert.
- Die fünfte Goldenfels wurde am 28. Februar 1970 als Semi-Container-Schiff und Typschiff der ST-Klasse von der Flenderwerft geliefert.

## Angekaufte Schiffe der DDG „Hansa“ im Dienst der Deutschen Levante-Linie 1914
| Name                    | Bauwerft                                   | BRT tdw   | Stapellauf in Dienst  | weiteres Schicksal |
| Athos ex Marxburg       | Helsingör BauNr. 30                        | 1809 2535 | 01.1891 28.03.1891    | 20. Februar 1900 Ankauf durch DLL, umbenannt in Athos, 1914 von Russland in Mariupol beschlagnahmt, 24. Dezember 1914 durch den deutsch-türkischen Kreuzer Midilli vor Zonguldak versenkt das 1899 erworbene Schwesterschiff Heimburg, dann Argos wurde 1906 nach Russland weiterverkauft |
| Bogados ex Braunfels    | Sunderland Shipbuilding Co. Ltd BauNr. 165 | 3007 4500 | 01.1891 9.03.1891     | ab 28. November 1904 in der indischen Küstenfahrt als Mirzapur, Juni 1906 Verkauf an DG „Argo“: Antares, am 26. März 1912 Ankauf durch DLL, umbenannt in Bogados, Einsatz für die Mittelmeerdivision, 1916 in Piräus beschlagnahmt, als Moulin Blanc unter französischer Flagge, auf einer Reise von Sfax nach La Rochelle am 12. Juni 1920 mit einer Ladung Phosphat bei Île de Ré gestrandet;       |
| Eresos ex Stolzenfels   | Sir Raylton Dixon & Co BauNr. 368          | 3092 4750 | 05.1893 7.07.1893     | 5. Dezember 1904 verkauft an DG „Argo“: America, 1905 bis 1908 beim NDL, dann wieder DG „Argo“, am 19. März 1912 Ankauf durch DLL, umbenannt in Eresos, 1914 verkauft an Osmanli Seyrisefain Idarese (Osmanische Seetransport Division), am 5. September 1915 in der Mündung des Sakarya ins Schwarze Meer durch Geschützfeuer der russischen Torpedobootzerstörer Bystrii und Pronzitelnyi versenkt; |
| Karpathos ex Rothenfels | Dixon BauNr. 395                           | 2957 4750 | 10.1893 12.04.1893    | ab 28. November 1904 in der indischen Küstenfahrt als Jamalpur, 14. Juni 1906 verkauft an DG „Argo“: Andromeda, am 26. April 1912 Ankauf durch DLL, umbenannt in Karpathos, 1919 an Großbritannien ausgeliefert: Miad of Tenos, Juli 1922 an Reederei Kirchner: Hohen-Neuffen, Juni 1926 an Schuchmann: Westsee II, 6. Januar 1927 südlich Bodø gestrandet                                            |
| Kalymnos ex Lindenfels  | Dixon BauNr. 396                           | 2992 4600 | 11.1893 13.06.1893    | ab 28. November 1904 in der indischen Küstenfahrt als Ghazipur, 10. August 1906 verkauft an DG „Argo“: Arcturus, am 10. Februar 1912 Ankauf durch DLL, umbenannt in Kalymnos, am 6. August 1914 vor Sizilien durch den britischen Zerstörer HMS Savage aufgebracht, 1915 Polish Prince, am 17. Juli 1915 nach einer Kollision gesunken;                                                               |
| Kybros ex Marienburg    | Flensburger SG BauNr. 142                  | 2296 2144 | 12.12.1893 18.01.1894 | 6. Februar 1904 Verkauf an F. Laeisz, umbenannt in Kybros, von DLL gemanagt und am 19. Januar 1906 angekauft, 1920 formal ausgeliefert, 1921 an Rob. M. Sloman: Almeria, 1925 Verkauf nach Italien: Fedelta, 1933 zum Abbruch verkauft |
| Kalymnos ex Harzburg    | Flensburg BauNr. 144                       | 2296 2760 | 6.02.1894 6.03.1894   | 20. Januar 1904 Verkauf an F. Laeisz, umbenannt in Naxros, von DLL gemanagt und am 19. Januar 1906 angekauft, 1916 in Lissabon beschlagnahmt: Aveiro, 10. April 1918 im Ionischen Meer durch UB 53 versenkt |
| Italia ex Steinberger   | Dixon BauNr. 407                           | 3583 5500 | 12.1894 5.07.1895     | 25. Mai 1910 Verkauf an A. C. de Freitas, umbenannt in Italia, das von der DLL gemanagte Schiff am 4. März 1911 angekauft, 1916 in Italien beschlagnahmt, am 18. Juni 1917 vor Savona durch UC 35 versenkt |
| Kawak ex Goldenfels     | Wigham & Richardson BauNr. 311             | 3535 5500 | 7.08.1895 6.09.1895   | Juli 1911 verkauft, 23. November 1911 bis 1. Juli 1912 im Dienst der Hapag als Persia, am 3. Januar 1913 von DLL angekauft und in Kawak umbenannt, am 6. August 1914 vor Gibraltar durch den britischen Kreuzer Chatham aufgebracht, 1915 Polar Prince, am 18. September 1917 westlich Kap Spartel durch UB 50 versenkt                                                                               |
| Babylon ex Rudelsburg   | Dixon BauNr. 417                           | 2489 3700 | 12.1895 30.10.1896    | 23. Oktober 1907 Verkauf an A. C. de Freitas, umbenannt in Babylon, das von der DLL gemanagte Schiff am 4. März 1911 angekauft, 11. Oktober 1915 vor Öland durch britisches U-Boot E19 torpediert, das auf Strand gesetzte Schiff in den Niederlanden repariert, 1920 ausgeliefert, 1923 an Griechenland: Filia E. Tricoglou, 27. Januar 1927 nach Strandung Totalverlust                             |